# Dominik Hašek
Dominik Hašek (født d. 29. januar 1965 i Pardubice, Tjekkoslovakiet) er en tjekkisk forhenværende ishockeymålmand der bl.a. spillede for Detroit Red Wings i NHL. Han blev draftet af Chicago Blackhawks i 1983 i 10. runde som nr. 199 i alt. Hašek har på grund af sit gode spil blandt andet fået tilnavnet The Dominator. Han var i sin sidste sæson i NHL i sæsonen 2007-08 med sine 43 år den ældste aktive målmand i NHL og den næstældste spiller i ligaen efter klubkammeraten Chris Chelios.
Hašek har blandt andet vundet Stanley Cuppen i 2002 og 2008 samt OL-guld i 1998. I NHL har han vundet Vezina Trophy som bedste målmand i ligaen hele 6 gange i perioden fra 1994 til 2001. Han har desuden to gange vundet Hart Memorial Trophy som ligaens mest værdifulde spiller og Lester B. Pearson Award som ligaens bedste spiller valgt af spillerne selv.
Han anses af mange eksperter for at være en af de bedste målmænd nogensinde og er formentlig den bedste europæiske målmand i NHL overhovedet. Han er således med sine 6 Vezina trofæer et stykke foran to af de bedste målmænd fra samme periode, Patrick Roy og Martin Brodeur der begge har vundet trofæet tre gange. Kun Jacques Plante med 7 trofæer har vundet Vezina trofæet flere gange end Hašek.
På trods af at Hašek først for alvor etablerede sig i NHL i en relativ sen alder af 28 år, er han nr. 6 på listen over flest shutouts i grundspillet (81) og nr. 3 på listen over flest shutouts i slutspillet (15). Han er tillige den europæisk-fødte målmand med flest kampe i NHL.

## Tidlig karriere
Hašek begyndte at spille ishockey som 6-årig og debuterede for HC Pardubice i den bedste tjekkoslovakiske række som 16-årig. Med Pardubice vandt han det tjekkoslovakiske mesterskab i 1987 og 1989. Efter kommunismens fald i 1989 blev det muligt for Hašek at gøre sit indtog i NHL. Han debuterede i NHL for Chicago Blackhawks i 1990, syv år efter han var blevet draftet af Chicago.

## NHL
Hašek indledte sin tid i NHL som backup for Ed Belfour i Chicago og spillede i sine første to sæsoner i Nordamerika kun 25 kampe for Chicago. Inden sæsonen 1992-1993 blev Hašek tradet til Buffalo Sabres for Stephane Beauregard og et 4. runde draft-valg.

### Buffalo Sabres (1992-2001)
I Buffalo var Hašek endnu en gang udset til at agere backup, først bag Tom Draper og senere bag Grant Fuhr. Først da Fuhr blev skadet fik Hašek chancen som førstemålmand og det lykkedes ham forholdsvis hurtigt at etablere sig som en af ligaens allerbedste målmænd trods en utraditionel spillestil.
Efter flere gode sæsoner i Buffalo lykkedes det i 1999 for holdet at nå hele vejen til Stanley Cup-finalen hvor man tabte til Dallas Stars med 4-2 i kampe. Finaleserien huskes især for det afgørende mål som blev scoret af Brett Hull i tredje overtidsperiode i den sjette kamp. Videobilleder viste at Hull scorede målet med en skøjte i målcirklen, hvilket burde have ført til at målet blev annulleret. Videobillederne blev dog ikke umiddelbart gransket og derfor blev målet godkendt. Hašek bliver af de fleste eksperter med sine fornemme præstationer anset for at være en afgørende faktor for at Buffalo overhovedet kom i finalen.
Hašek spillede herefter yderligere to sæsoner for Buffalo. I sæsonen 1999-2000 blev man slået i første runde af slutspillet af Philadelphia Flyers. Året efter nåede man til anden runde inden man blev slået af Pittsburgh Penguins.

### Detroit og Ottawa (2001 – i dag)
Forud for sæsonen 2001-02 blev Hašek tradet til Detroit Red Wings. Allerede i sin første sæson i Detroit lykkedes det Hašek at vinde sin hidtil eneste Stanley Cup. Hašek valgte efter sæsonen at stoppe karrieren, dels på grund af stigende problemer med skader og dels for at tilbringe mere tid med familien. Han skulle dog kun være væk en enkelt sæson før han i sæsonen 2003-04 gjorde comeback for Detroit. Det blev dog en kort sæson for Hašek der fik en lyskeskade efter blot 14 kampe. Skaden afholdt Hašek fra at spille resten af sæsonen.
Inden sæsonen 2004-05 skrev han kontrakt med Ottawa Senators. Denne sæson blev dog aldrig til noget pga lockout. Da NHL kom i gang igen i sæsonen 2005-06 spillede Hašek godt for Ottawa. Midtvejs i sæsonen spillede han for Tjekkiet ved Vinter-OL 2006 i Torino. Her blev Hašek skadet allerede i Tjekkiets første kamp ved OL. Skaden holdt Hašek ude hele resten af sæsonen og Ottawa valgte ikke at forlænge Hašeks kontrakt.
Inden sæsonen 2006-07 vendte Hašek tilbage til Detroit. Han havde en succesfyldt sæson og Detroit nåede helt til Western Conference-finalen hvor man tabte til de senere Stanley Cup-mestre Anaheim Ducks. Han forlængede i sommeren 2007 sin kontrakt med Detroit for yderligere én sæson.
I sæsonen 2007-08 udgjorde Hašek sammen med Chris Osgood en succesfuld målmands-duo for Detroit. De to målmænd delte kampene i grundspillet næsten ligeligt imellem sig og begge var rent statistisk blandt ligaens absolut bedste spillere. I Stanley Cup-slutspillet var Hašek udset til at være førstemålmand. I første runde af slutspillet startede Hašek de første fire kampe mod Nashville Predators, men efter usikkert spil blev han erstattet af Osgood midtvejs i den fjerde kamp og Osgood overtog derefter pladsen som førstemålmand i resten af slutspillet. Få dage efter at Detroit vandt Stanley Cuppen offentliggjorde Hašek at han i en alder af 43 år stoppede karrieren.

## Landsholdskarriere
Hašek debuterede på det tjekkoslovakiske landshold i 1982 og har været en fast bestanddel på først det tjekkoslovakiske og sidenhen det tjekkiske landshold siden midten af 1980'erne, så længe hverken skader eller spil i Stanley Cup-slutspillet har fohindret det.
Højdepunktet i Hašeks landsholdskarriere kom uden tvivl ved Vinter-OL 1998 i Nagano hvor Hašek med sublimt spil førte Tjekkiet til en guldmedalje. I de 6 kampe som Hašek spillede, lod han kun 6 mål gå ind. I semifinalen mod Canada stoppede han samtlige canadiske skytter da kampen på dramatisk vis skulle afgøres på straffeslag. I finalen mod Rusland holdt han buret rent da tjekkerne vandt med 1-0. Hašek blev for sin præstation udset til turneringens bedste målmand.

## Spillestil
Hašek var kendt for sin uortodokse spillestil. Han var utrolig smidig og spillede meget lavt i målet hvor han var en mester i at dække den nederste del af målet hvor de fleste mål bliver scoret. Tidligt i sin karriere var han også kendt for at smide staven på isen og bruge sin stok-handske som en ekstra gribe-handske. Dette har man i NHL forsøgt at vænne Hašek af med, og senere i karrieren var det forholdsvis sjældent at man så Hašek gøre det. Han var med til at popularisere stilen med at gå ned på knæ og først og fremmest dække den nederste del af målet. Med sin ekstreme fleksibilitet var han i stand til at lave "mirakelredninger" på trods af at han så ud til at være ude af position. Hans største svaghed var formentlig spillet med staven væk fra målet, et aspekt af målmandsspillet der tillægges stor værdi i NHL. 
Hašek har i den forbindelse udtalt: "De siger jeg er uortodoks, at jeg 'svømmer' rundt på isen som en fisk, jeg siger hvad gør det så længe jeg stopper pucken?"

## Klubskifter o.l.
- 8. juni 1983 — Draftet af Chicago i 10. runde som nr. 199 i alt

- 7. august 1992 — Tradet til Buffalo for Stephane Beauregard og et 4. runde draft-valg (Eric Daze)

- 19. marts 1998 — Skriver en 3-årig kontrakt med Buffalo til en samlet værdi på 26 millioner dollars

- 30. juni 2001 — Tradet til Detroit for Vyacheslav Kozlov, et 1. runde draft-valg i 2002 (Jim Slater) og "future considerations"

- 25. juni 2002 — Offentliggør at han stopper karrieren

- 8. juli 2003 — Genoptager karrierern med Detroit

- 6. juli 2004 — Skriver kontrakt med Ottawa

- 27. juli 2005 — Ottawa benytter en option i kontrakten og forlænger den med én sæson

- 31. juli 2006 — Skriver kontrakt med Detroit

- 9. juni 2008 – Offentliggør at han stopper karrieren i en alder af 43 år

## Priser
| Pris                       | År                                 |
| -------------------------- | ---------------------------------- |
| Hart Memorial Trophy       | 1997, 1998                         |
| Lester B. Pearson Award    | 1997, 1998                         |
| Vezina Trophy              | 1994, 1995, 1997, 1998, 1999, 2001 |
| William M. Jennings Trophy | 1994, 2001, 2008                   |
| Udtaget til All-Star-kamp  | 1996, 1997, 1998, 1999, 2000       |

## Eksterne links
- Statistik fra eurohockey.net Arkiveret 16. juli 2002 hos  Wayback Machine
- Statistik fra hockeydb.com Arkiveret 19. december 2007 hos  Wayback Machine

1. ↑  Navnet er anført på svensk og stammer fra Wikidata hvor navnet endnu ikke findes på dansk.
2. ↑  Navnet er anført på engelsk og stammer fra Wikidata hvor navnet endnu ikke findes på dansk.
3. ↑  Navnet er anført på engelsk og stammer fra Wikidata hvor navnet endnu ikke findes på dansk.
4. ↑  Navnet er anført på engelsk og stammer fra Wikidata hvor navnet endnu ikke findes på dansk.
5. ↑  Navnet er anført på bokmål og stammer fra Wikidata hvor navnet endnu ikke findes på dansk.